# L0pht
L0pht重工（L0pht Heavy Industries），多略稱為L0pht（发音为“loft”），是活跃于1992年至 2000年间的波士頓黑客團體。 L0pht是美国早期的黑客空间，也是负责任披露的先驱。 1998年，L0pht在国会就“脆弱的政府資訊安全”作证而聞名。

## 名稱
名称中的第二个字符最初是斜线零，但旧式打字机和某些字符模式操作系统使用的符号表示零。因此，它的现代线上名称，包括域名，是“l0pht”（是零，不是字母O或Ø）。

## 历史
L0pht 的起源可以追溯到 Brian Oblivion 和 Count Zero，两位创始成员在南波士顿的阁楼。他们的妻子（Mary 和 Alicia）在此经营帽子业务，并帮助兩人建立現實的工作空间。他们利用自己的个人电脑、从麻省理工学院的Flea 购买的设备以及从當地垃圾桶尋寶的所得，进行实验。
1992 年，L0pht成立，很快成为其成员存放计算机硬件和开展各种项目的场所。 其後，L0pht 的成员辞掉原先的工作，开始L0pht重工，一間黑客智庫。L0pht发布许多安全公告，並制作广泛54使用的软件，例如L0phtCrack、Windows NT密码破解程序、 POCSAG解码器和CD软件集。
1997年8月8日至10日， L0pht的Mudge、Brian Oblivion、Kingpin、Space Rogue、Stefan、Weld Pond 和 John Tan在紐約舉行的Beyond HOPE讨论最近的项目和成果、Windows NT、新兴趋势和技术缺陷。 
1999年10月，L0pht 登上纽约时报。 NSC时任信息保护主管的文章Jeffrey Hunker谈到L0pht 时说，“他们的目标基本上是帮助提高安全技术水平，可以说是做牛蝇。”
2000年1月，L0pht与新创公司@stake合并，从地下组织轉型成计算机安全公司，即白帽。赛门铁克于2004年9月16日宣布收购@stake；同年10月8日完成交易。 
2006 年3月，Weld Pond 和 Dildog 创立了应用程序安全公司Veracode ，作为赛门铁克的衍生产品。 Veracode静态二进制分析技术是基于在 L0pht的想法與在@stake上构建的成果。
2008年3月14日，L0pht的成员參加信息安全专家小组的小组会議，包含Weld Pond、John Tan、Mudge、Space Rogue、Silicosis 和 Dildog。 

## 参议院作证
1998年5月19日，L0pht 的所有七名成员（Brian Oblivion、 Kingpin 、 Mudge 、Space Rogue、Stefan Von Neumann、John Tan、 Weld Pond ）在美国国会前作证，稱他们可以在30 分钟内关闭整个互联网。 《华盛顿邮报》将这一回应称为“错失良机的悲剧”。 
最初的 Space Rogue、Weld Pond、Kingpin 和 Mudge 等四名成员举行由国会互联网核心小组主办的的简报会「一則被忽視的預言──重溫第一次網路安全聽證會」。 简报会於2018年 5月22日举行，距离最初的聽證几乎整整 20 年，并通过Facebook进行现场直播。
2018年8月10日，拉斯维加斯的第26屆Def con上，L0pht的7名成员参加了名作“20年后的 L0pht证词（以及其他您不敢问的事情）”的小组讨论。 除其他事项外，小组鼓励与会者继续进行黑客攻击，但要遵守法律，避免入獄。 
国家安全局顾问Glenn S. Gerstell在2018年11月1日美国律师协会第28届国家安全法年度大會的演讲中引用了L0pht 听证会的证词。

## 产品
L0pht使用了物理空间，而有实际的開銷，如电费、电话费、网路费和房租。L0pht的早期，L0pht成员平均分摊這些費用。事实上，L0pht 最初与 Brian Oblivion 和 Count Zero 妻子們经营的帽子業務共用空间，平均分摊租金。其後靠在麻省理工学院电子跳蚤市场出售旧硬件的利润补贴。 
有时，L0pht.com 服务器上会以低成本向特定个人提供 shell 帐户；虽然这些人可以访问 L0pht.com 服务器，但他们不是 L0pht 的成员。 L0pht 出售的第一批盈利实体产品之一是POCSAG解码器套件，以套件和组装形式出售。随后，Whacked Mac Archives燒成CD-ROM出售，以及Black Crawling System Archives的CD。 L0phtCrack的命令行版本；Windows NT的密码破解器為免费赠送，但GUI版本則為商业产品出售。以及黑客新闻网站托管广告。然而，即使有了这些收入来源，L0pht也勉强平衡收支，最终为像NFR这样的公司定制安全编码。
2009年1月，赛门铁克的原作者Zatko、Wysopal和Rioux收购L0phtCrack。 2009年3月11日，在波士顿SOURCE大會上发布L0phtCrack 6。L0phtCrack 6 支援64位元的 Windows平台，以及升级的彩虹表。2020年4月21日，Terahash宣布已收购L0phtCrack ，但出售细节未公開。 2021年7月1日起，L0phtCrack 软件不再归 Terahash 所有。由于Terahash贷款，L0pht Holdings收回L0phtCrack 。 L0phtCrack 现在已经开源发布。

## 成员
L0pht有各種成員，但有下列代表人物： 
- Brian Oblivion
- Count Zero
- Dildog
- Kingpin
- Silicosis (Paul Nash)[1]
- Space Rogue (Cris Thomas)[40]
- Stefan (Stefan Wuensch)[41][1]
- Weld Pond
- Mudge ：稍後成為DARPA的專案經理，並為Google工作[42]
- tan (John Tan)